# European Darts Matchplay
| European Darts Matchplay | European Darts Matchplay |
| ------------------------ | ------------------------ |
| Sportart                 | Darts                    |
| Organisator              | PDC                      |
| Turnierart               | Ranglistenturnier        |
| Austragungsort           | wechselnd                |
| Austragungszeitraum      | wechselnd                |
| Rekordsieger             | Michael van Gerwen (3×)  |
| amtierender Sieger       | Luke Humphries           |
| Letzte Austragung        | 2023                     |

Das European Darts Matchplay war ein Ranglistenturnier im Dartsport, welches von der PDC veranstaltet wurde. Es war ein Event der European Darts Tour, welche im Rahmen der PDC Pro Tour durchgeführt wurde. Austragungsort war 2019 die Maimarkthalle in Mannheim, nachdem das Turnier in der Premierensaison 2015 in der Olympiahalle in Innsbruck ausgetragen wurde, bevor es für die drei darauf folgenden Jahre in die Inselparkhalle in Hamburg umzog. 2023 fand es in der Arena in Trier statt.
Letzter Titelverteidiger war Luke Humphries, der das Turnier im Jahr 2023 durch einen 8:7-legs-Finalsieg über Dirk van Duijvenbode zum zweiten Mal gewinnen konnte.

## Format
Das Turnier wurde im K.-o.-System gespielt. Spielmodus in den ersten Runden war ein best of 11 legs. Im Halbfinale wurde best of 13 legs gespielt, im Finale best of 15 legs.
Jedes leg wurde im double-out-Modus gespielt.

## Preisgeld
Bei dem Turnier wurden 2023 insgesamt £ 175.000 an Preisgeldern ausgeschüttet, damit wurden £ 25.000 mehr als im Vorjahr verteilt:
| Position (Anzahl der Spieler) | Position (Anzahl der Spieler) | Preisgeld |
| ----------------------------- | ----------------------------- | --------- |
| Gewinner                      | (1)                           | £ 30.000  |
| Finalist                      | (1)                           | £ 12.000  |
| Halbfinalisten                | (2)                           | £ 8.500   |
| Viertelfinalisten             | (4)                           | £ 6.000   |
| Achtelfinalisten              | (8)                           | £ 4.000   |
| Verlierer der 2. Runde        | (16)                          | £ 2.500   |
| Verlierer der Vorrunde        | (16)                          | £ 1.250   |
|                               |                               |           |
|                               |                               | £ 175.000 |

## Finalergebnisse
| Jahr | Austragungsort                                           | Sieger                               | Ergebnis                             | Finalist                             | Preisgeld                            | Preisgeld                            |
| Jahr | Austragungsort                                           | Sieger                               | Ergebnis                             | Finalist                             | Gesamt                               | Sieger                               |
| ---- | -------------------------------------------------------- | ------------------------------------ | ------------------------------------ | ------------------------------------ | ------------------------------------ | ------------------------------------ |
| 2015 | Olympiahalle, Innsbruck                                  | Michael van Gerwen                   | 6 : 4                                | Dave Chisnall                        | 0£ 115.000                           | 0£ 25.000                            |
| 2016 | Edel-optics.de Arena (bis 2017: Inselparkhalle), Hamburg | James Wade                           | 6 : 2                                | Dave Chisnall                        | 0£ 115.000                           | 0£ 25.000                            |
| 2017 | Edel-optics.de Arena (bis 2017: Inselparkhalle), Hamburg | Michael van Gerwen                   | 6 : 3                                | Mensur Suljović                      | 0£ 135.000                           | 0£ 25.000                            |
| 2018 | Edel-optics.de Arena (bis 2017: Inselparkhalle), Hamburg | Michael van Gerwen                   | 8 : 2                                | William O’Connor                     | 0£ 135.000                           | 0£ 25.000                            |
| 2019 | Maimarkthalle, Mannheim                                  | Joe Cullen                           | 8 : 5                                | Michael van Gerwen                   | 0£ 140.000                           | 0£ 25.000                            |
| 2020 | Arena, Trier                                             | Abgesagt wegen der COVID-19-Pandemie | Abgesagt wegen der COVID-19-Pandemie | Abgesagt wegen der COVID-19-Pandemie | Abgesagt wegen der COVID-19-Pandemie | Abgesagt wegen der COVID-19-Pandemie |
| 2021 | nicht ausgetragen                                        | nicht ausgetragen                    | nicht ausgetragen                    | nicht ausgetragen                    | nicht ausgetragen                    | nicht ausgetragen                    |
| 2022 | Arena, Trier                                             | Luke Humphries                       | 8 : 7                                | Rowby-John Rodriguez                 | 0£ 140.000                           | 0£ 25.000                            |
| 2023 | Arena, Trier                                             | Luke Humphries                       | 8 : 7                                | Dirk van Duijvenbode                 | 0£ 175.000                           | 0£ 30.000                            |